# Kjetteskjeret
Kjetteskjeret est une île dans le landskap Sunnhordland du comté de Vestland. Elle appartient administrativement à Masfjorden.

## Géographie
Rocheuse et désertique, à fleur d'eau, elle s'étend sur environ 41 m de longueur pour une largeur approximative maximale de 21 m. Une grande partie est immergée. 